# 新宿区立牛込第二中学校
新宿区立牛込第二中学校（しんじゅくくりつ うしごめだいにちゅうがっこう）は、東京都新宿区喜久井町にある公立中学校。

## 沿革
- 1947年（昭和22年）
  - 4月1日 - 東京都新宿区立牛込第二中学校として、都立第四中学校（現:都立戸山高校、当時は牛込第五小学校（後の牛込原町小学校）に移転中）内に併設して開校。
  - 4月28日 - 牛込第五小学校校舎にて、開校・入学式挙行。
- 1948年（昭和23年）6月3日 - 早稲田小学校南側校舎を、独立仮校舎として移転。
- 1950年（昭和25年）3月2日 - 第1回卒業式挙行。
- 1951年（昭和26年）7月15日 - 第一期校舎完成（6教室・職員室）。
- 1956年（昭和31年）3月9日 - 早稲田大学大隈講堂にて、校歌制定発表会を開催。
- 1960年（昭和35年）3月2日 - 校地拡張。
- 1961年（昭和36年）12月1日 - 鉄骨体育館、鉄筋コンクリート第一期校舎完成（8教室）。
- 1962年（昭和37年）4月6日 - 鶴巻小学校内に「ひまわり学級」（肢体不自由身障学級）中学部を開設。
- 1963年（昭和38年）12月1日 - ミルク給食開始。
- 1966年（昭和41年）8月2日 - プール完成。
- 1967年（昭和42年）2月6日 - 完全給食開始。
- 1969年（昭和44年）3月5日 - 鉄筋コンクリート第二期校舎完成（8教室・4特別教室・保健室）。
- 1971年（昭和46年）12月21日 - 鉄筋コンクリート第三期校舎完成（8教室・8特別教室）。
- 1974年（昭和49年）4月26日 - 鉄筋コンクリート第四期校舎完成（2階建4特別教室棟）。これをもって、校舎建設終了。
- 1978年（昭和53年）3月31日 - 新宿養護学校が翌4月1日開校の開校のため、「ひまわり学級」を閉級。
- 1983年（昭和58年）8月 - 校舎内外塗装、窓枠アルミサッシ化工事。
- 1991年（平成3年）4月末 - 第二音楽室を改造した、コンピュータ教室完成。
- 2005年（平成17年）8月31日 - 教室に冷暖房機設置。
- 2011年（平成23年）9月 - 図書室に夏目漱石コーナーを設置。
- 2012年（平成24年）3月 - 校舎南側にビオトープ新設。

## 学区
- 榎町・喜久井町・西早稲田二丁目（1番1号～1番23号）・馬場下町・原町（一丁目～三丁目）・東榎町・弁天町・山吹町・若松町（5番3号～5番7号・6番12号～6番20号）・早稲田鶴巻町・早稲田町・早稲田南町[2]

## 周辺
- 新宿区立早稲田小学校 - 新宿区道をはさんで敷地が隣接。
  - 新宿区立早稲田幼稚園 - 早稲田小学校敷地内。
- 新宿区立早稲田南町保育園分園
- 早稲田南町児童館
- 早稲田大学喜久井町キャンパス
- 東京都道・埼玉県道25号飯田橋石神井新座線
- この他、中小規模の寺院や公園が点在する。

## アクセス
- 東京メトロ東西線早稲田駅（出口1）から、徒歩約310m・約5分。
- 都営バス「早81」系統で、「喜久井町」バス停から、徒歩約260m・約4分。

## 著名な出身者
- 岡田優介（バスケットボール選手）
- 永井雄一郎（サッカー選手）
- 小堺一機（お笑いタレント、コメディアン、司会者、俳優）